# Vinci Clodumar
Vinci Niel Clodumar (ur. 23 marca 1951) – nauruański polityk, dyplomata i prawnik.
Nauruańczyk z urodzenia. Kształcił się głównie w Australii, w której zdobył dyplom inżyniera. Po powrocie do kraju, został zatrudniony przez rząd Nauru w departamencie ds. rozwoju i przemysłu. Później zarządzał liniami lotniczymi na Nauru, był jednym z głównych działaczy Nauruańskiej Korporacji Fosforytowej; w latach 1987–1997 członek parlamentu, a w latach 1999–2005 przedstawiciel Nauru przy ONZ. Młodszy brat Kinzy Clodumara, byłego prezydenta Nauru.

## Życiorys

### Edukacja
Vinci Niel Clodumar urodził się 23 marca 1951 roku. Z pochodzenia jest Nauruańczykiem, mającym też korzenie marszalskie. Już od 13 roku życia kształcił się za granicą; w latach 1964-1969 uczęszczał do Scots School w Bathurst w Nowej Południowej Walii, w której zdał maturę z certyfikatem szkoły wyższej; już wtedy dał się poznać jako dobry uczeń i sportowiec. W latach 1971–1975, uczył się w Warnambool Institute of Technology w stanie Wiktoria, którą ukończył z dyplomem w dziedzinie inżynierii. 
Vinci Clodumar odbył też czteroletnie szkolenie w ramach programu opracowanego przez Sąd Najwyższy Nauru, w wyniku którego otrzymał wykształcenie prawnicze.

### Kariera
Po uzyskaniu dyplomu inżyniera, wrócił do swojego rodzinnego kraju jako jeden z nielicznych absolwentów szkoły wyższej. Jeszcze w tym samym roku, został zatrudniony przez rząd Nauru w departamencie ds. rozwoju i przemysłu, w którym pełnił funkcję wyższego funkcjonariusza ds. wdrażania projektów. Jako młody inżynier, Vinci Clodumar został zatrudniony przez rząd Nauru do przeglądu i oceny potencjalnych projektów, mających na celu rozwój gospodarczy w kraju. Projekty pilotażowe, oceniane przez Clodumara były z różnych dziedzin (rolnictwo, transport, telekomunikacja czy sektor prywatny). Funkcję tę, pełnił do 1978 roku.
W 1978 roku, Clodumar został dyrektorem departamentu robót publicznych (był nim do 1981 roku) – jednego z największych i najważniejszych na Nauru. Był on odpowiedzialny za projektowanie i zarządzanie krajowymi programami mieszkaniowymi, a także dot. transportu publicznego i systemów budowlanych. W 1981 roku, został dyrektorem linii lotniczych Nauru (Air Nauru, obecnie Nauru Airlines) oraz dyrektorem urzędu ds. lotnictwa cywilnego. Transportowi lotniczemu przewodniczył tylko do 1982 roku, po czym został zatrudniony w Nauruańskiej Korporacji Fosforytowej (NPC) – najważniejszym przedsiębiorstwie na wyspie, dzięki której Nauru z czasem uzyskało drugi pod względem wysokości dochód narodowy w przeliczeniu na jednego mieszkańca na świecie (po Arabii Saudyjskiej). Z czasem, obejmował coraz ważniejsze funkcje; w 1986 roku, został jednym z menedżerów, a w 1988 roku był już najważniejszym człowiekiem tej korporacji, kiedy wybrano go na dyrektora generalnego NPC. Krótko pełnił tę funkcję, ponieważ w 1989 roku był już jednym z najważniejszych polityków w gabinecie nowo wybranego prezydenta Kenosa Aroiego. W 1990, był przewodniczącym Banku Nauru.

### Działalność polityczna i gospodarcza
Wystartował w wyborach parlamentarnych na Nauru w 1987 roku, w wyniku których dostał się do parlamentu (jako reprezentant okręgu Meneng). Reelekcję uzyskiwał w trzech kolejnych (w 1989, 1992 i 1995). W wyniku wyborów z 1997 roku znalazł się poza izbą.
Był członkiem parlamentu przez 10 lat. W gabinecie Kenosa Aroiego (1989) był ministrem sprawiedliwości. Krótko pełnił tę funkcję, gdyż Kenos Aroi rządził krajem tylko przez niecałe pół roku; nowo wybranym prezydentem został Bernard Dowiyogo, który był nim nieprzerwanie do 1995 roku. Za jego czasów, Clodumar pełnił funkcje: ministra zdrowia i edukacji (1989-1992), ministra finansów (1992-1994) oraz ministra robót i prac publicznych (1994-1995). 
Po utracie mandatu poselskiego w roku 1997, Vinci Clodumar objął kierownictwo Nauruańskiej Korporacji Fosforytowej oraz funduszu Nauru Phosphate Royalties Trust, odpowiedzialnego za inwestowanie pieniędzy pochodzących z NPC. Przewodniczył tym organom do 1999 roku.

### Od 1999
W 1999 roku, Clodumar był przewodniczącym Nauruańskiej Korporacji Rehabilitacyjnej. Głównym celem tego przedsięwzięcia jest rekultywacja zdewastowanego przez wydobycie fosforytów terenu na Nauru (głównie chodzi o teren wnętrza wyspy). Razem ze swoim małym zespołem zarządzającym, był odpowiedzialny m.in. za przygotowywanie budżetu inauguracyjnego.
Pod koniec 1999 roku, Clodumar został pierwszym w historii stałym przedstawicielem Nauru przy Organizacji Narodów Zjednoczonych. Już od początku, przedstawiciel Nauru zaangażował się w pracach i obradach tejże organizacji. Udzielał się zwłaszcza w spotkaniach i komisjach dot. bezpieczeństwa i kwestii prawnych. Jako przedstawiciel Forum Wysp Pacyfiku (którego był przewodniczącym), Clodumar odegrał ważną rolę w poprawie spójności regionu Pacyfiku i jego reprezentowaniu na arenie międzynarodowej. Krytykował Stany Zjednoczone za chęć wznowienia prób atomowych na Pacyfiku.
W 2005 roku został zastąpiony przez Marlene Moses.
Clodumar jest przewodniczącym Nauruańskiego Stowarzyszenia Prawnego.

### Życie prywatne
Jest bratem Kinzy Clodumara, byłego prezydenta Nauru. Szwagierką Vinciego, a żoną Kinzy, jest Polka z pochodzenia – Miroslawa (Mirosława) Clodumar, bardziej znana jako „Mirka”. Zarówno ona, jak jej dzieci, są obywatelami Australii.
Vinci Clodumar jest w związku małżeńskim z Marion Clodumar (od ok. 1977 roku). Zna dwa języki: angielski i nauruański. Lubi podróżować, słuchać muzyki oraz oglądać różne wydarzenia sportowe.